# Lago Scotch (Novo Brunswick)
O lago Scotch é um lago de água doce localizado no condado de York, província de New Brunswick, no Canadá.

## Descrição
Nas margens deste lago localiza-se a aldeia de Scotch Lake, pertencente também a New Brunswick, e que teve a sua fundação em 1820.
Esta superfície lagunar encontra-se nas coordenadas geográficas 45°57' N 66°59'W. e localizado apenas a 6,1 milhas de Kingsclear, localidade esta também da província de New Brunswick.
Dada a abundância da fauna piscícola existente nas águas deste lago, o local é frequentado por pescadores que procuram pescar entre as várias espécies de fauna existente truta, Salvelinus fontinalis e Lepomis macrochirus.